# GP Yıldızdağı 2024
1-й выпуск  GP Yıldızdağı — шоссейной однодневной велогонки по дорогам Турции. Гонка прошла 6 июля 2024 года в рамках Европейского тура UCI 2024 (категория 1.2). Победу одержал турецкий велогонщик Самет Булут.

## Участники
В гонке приняло участие 40 велогонщиков.
| UCI Continental Teams (3)- Konya Büyükşehir Belediye Spor - Sakarya BB Pro Team - Istanbul Büyüksehir Belediye Spor Türkiye Национальные сборные (2)- Иран - Турция Любительские, клубные или региональные команды (2)- Ankuva Cycling Team - Qatar Pro Team |
| |

## Маршрут
Гонка стартовала перед Музеем Ататюрка и Конгресса, после того, как были пройдены районы Пашабахче, Озмуш, Зенги, Геккая, Акорен, Йылдыз, Олукман, Челтек, Барсук, Хамзашейх, Тонгель она закончилась в Алтынкале на термальном месторождении Горячий Чермык.

## Ход гонки
В конце 143-километрового отрезка Самет Булут из команды Beykoz Belediyesi Spor Kulübü занял первое место, Саббахи Эль Хукейн из катарской команды Proteam занял второе место, а Ибрагим Эссабахи из той же команды занял третье место.

## Результаты
| \| Генеральная классификация \| Генеральная классификация \| Генеральная классификация \| Генеральная классификация \| Генеральная классификация \| \| Гонщик \| Гонщик \| Команда \| Время \| \| \| ------------------------- \| ------------------------- \| ----------------------------------------- \| ------------------------- \| ------------------------- \| \| 1-й \| Самет Булут \| Istanbul Büyükșehir Belediye Spor Türkiye \| 3ч 41' 46 \| \| \| 2-й \| Хусаин Саббахи \| Qatar Pro Team \| + 9 \| \| \| 3-й \| Ибрагим Иссабахи \| \| + 3' 23 \| \| |                  |                                           |           |
| |                  |                                           |           |
| Источник: ProCyclingStats |                  |                                           |           |
| Генеральная классификация |                  |                                           |           |
| Гонщик | Гонщик           | Команда                                   | Время     |
| 1-й | Самет Булут      | Istanbul Büyükșehir Belediye Spor Türkiye | 3ч 41' 46 |
| 2-й | Хусаин Саббахи   | Qatar Pro Team                            | + 9       |
| 3-й | Ибрагим Иссабахи |                                           | + 3' 23   |